# Franz Hessler
Franz Hessler (* 13. Oktober 1798 in Krombach; † 15. Juni 1890 in München) war ein deutscher Arzt und Indologe. Er wurde vor allem bekannt durch die Übersetzung der Heilkunde des Susruta aus dem Sanskrit ins Lateinische.

## Leben
Er wurde in Krombach bei Aschaffenburg am 13. Oktober 1798 als Sohn von Bauersleuten geboren. Nachdem er das Gymnasium in Aschaffenburg mit Auszeichnung absolviert hatte, besuchte er zuerst die Universität Würzburg und begab sich von da nach Heidelberg, um von 1823 bis 1824 bei Friedrich Creuzer Philologie zu studieren, wodurch er die Basis für seine Kenntnis des Sanskrit legte. Nach Würzburg zurückgekehrt, studierte er zudem noch Naturwissenschaften und Medizin. 1827 erlangte er den Doktor der Philosophie und 1830 den Doktor der Medizin.

## Wirken
In Würzburg war er zwei Jahre als Assistenzarzt an der städtischen ambulanten Klinik unter Fend und Ruland tätig und bestand dann die damalige Prüfung für den gerichtsärztlichen Staatsdienst sowie die sogenannte Proberelation bei der Prüfungskommission in Bamberg mit der Note der Eminenz. Darauf bekleidete er zwei Jahre lang die Stelle als Leibarzt bei dem in Deutschland reisenden russischen Grafen Wielhorsky, bis er im Jahre 1833 als kgl. Landgerichtsarzt in Miesbach angestellt wurde. Auf seine Bitte wurde er von da in gleicher Eigenschaft in den Badeort Wemding im Ries versetzt, wo er selbst 28 Jahre hindurch (bis 1862) die medizinische Praxis in allen Zweigen der Arzneikunde ausübte und zugleich als Badearzt tätig war.
Dort entstand das Werk, welches seinen Namen über seinen Wirkungskreis als Arzt bekannt machen sollte. Er übersetzte in 20 Jahren den Ayurveda d. i. das Lehrbuch der Heilkunde des Susruta aus dem Sanskrit ins Lateinische in drei Bänden und zwei Kommentar-Faszikeln.
Von Wemding wurde er im Jahre 1862 als Bezirksarzt in den oberbayerischen Markt Geisenfeld versetzt, in welchem er 11 Jahre wirkte, bis er 1873 im Alter von 75 Jahren in den erbetenen Ruhestand, unter Anerkennung seiner langjährigen Dienste als Amtsarzt, trat. Trotzdem war er noch fünf Jahre hindurch in Wemding, auf wiederholtes Ansuchen des Magistrates, als Arzt tätig, übersiedelte aber dann 1873 nach München, um seine letzten Lebensjahre in ausschließlicher Beschäftigung mit seiner Lieblingswissenschaft zu verbringen.
Der Verdienst Hesslers war es, ein wichtiges Gebiet der ältesten Geschichte der Heilkunde zugänglich gemacht zu haben.

## Schriften
- Susrutas Ayurvedas; id est Medicinae systema a venerabile D’Hanvantare demonstratum, a Susruta discipulo compositum. Nunc primum ex Sanskrita in Latinum sermonem vertit, introductionem, annotationes et rerum indicem adjecit Dr. Franciscus Hessler. Erlangen 1844–1855, 5 Bände.
- Ueber die Materia medica des ältesten indischen Arztes Tscharaka. 1883.
- Ueber Entwickelung u. System der Natur nach Gangädhara, dem Scholiasten des Tscharaka. 1884.
- Ueber Naturgeschichte der alten Inder. 1887.
- Beiträge zur Naturphilosophie der alten Hindu. 1888.
- Generelle Uebersicht der Heilmittel in dem Ayurvéda des Súsrutas. 1889.

## Auszeichnungen und Ehrungen
- Mitglied der Königlich Bayerischen Akademie der Wissenschaften
- Ehrenmitglied Ärzteverein München
- Benennung der Straße Hesslergasse in Krombach[1]